# Herstappe
Herstappe là một đô thị ở tỉnh Limburg. Tại thời điểm ngày 1 tháng 1 năm 2006,  Herstappe có tổng dân số 82 người. Tổng diện tích là 1,35 km² với mật độ dân số 61 người trên mỗi km². Đây là đô thị ít dân nhất của Bỉ. Chỉ có Saint-Josse-ten-Noode và Koekelberg có diện tích nhỏ hơn.
Bản mẫu:Municipalities năm Limburg